# Krut Lintang
Krut Lintang is een bestuurslaag in het regentschap Aceh Timur van de provincie Atjeh, Indonesië. Krut Lintang telt 562 inwoners (volkstelling 2010).